# میکروبیوم‌ها
میکروبیوم، میکروب‌های همزیست یا ریزاندامگان همزیست (به انگلیسی: Microbiome) به معنای کلی و فراگیر زیست‌بوم میکروب‌ها (میکروارگانیسم‌ها)، همهٔ ژن‌ها و تودهٔ سلول‌های میکروب با در نظر نگرفتن سرده و گونهٔ آن‌ها، مستقر در یک بخش ویژه را گویند. میکروبیوم، رابطهٔ همزیستی با جانور میزبان دارند. این به این معنی است که این میکروب‌ها هم می‌توانند همسفره باشند، هم بیماری‌زا. مثلاً به تمامی باکتری‌ها، قارچ‌ها و دیگر انواع میکروب‌هایی که به‌طور بومی در پوست انسان زندگی می‌کنند، میکروبیوم پوست می‌گویند. بزرگ‌ترین میکروبیوم بدن انسان، میکروبیوم دستگاه گوارش تحتانی و به‌طور خاص رودهٔ بزرگ است. این اصطلاح گرچه بیشتر در پزشکی به‌کار رفته‌است، ولی در دیگر شاخه‌های علم میکروبیولوژی نیز معتبر است؛ مثلاً میکروبیوم خاک دشت مغان، یا میکروبیوم فاضلاب شهری اصفهان.

## فلور نرمال بدن
میکروبیوم بدن بر روی پوست، مخاط‌ها و دستگاه گوارش قرار دارد و بر دو نوع است:
1. فلور مستقر یا ساکن: شامل انواع تقریباً ثابتی از میکروارگانیسم‌ها در محل خاص خود است که در صورت آسیب دیدن، قادر به بازسازی خود هستند.
2. فلور موقت یا گذرا: شامل میکروب‌های بیماری‌زا یا آن‌هایی که بالقوه بیماری‌زا هستند می‌شود که به مدت زمان کوتاهی در پوست یا مخاط جایگزین می‌شود. منشأ این‌ها از محیط بوده و در صورت آسیب‌دیدگی قادر به بازسازی کامل خود نیستند. نکتهٔ مهم این‌جاست که فلور موقت در صورت وجود فلور ساکن نمی‌تواند بیماری‌زا باشد اما در حالت وجود زیادتر و رشد بیش از حد فلور ساکن بیماری ایجاد می‌گردد.

### فواید فلور نرمال
وجود فلور نرمال مانع رشد باکتری‌های پاتوژن یا بیماری‌زا در بدن می‌گردد و منجر به پدیده‌ای به نام تداخل باکتریایی می‌شود. این باکتری‌ها گاه فواید دیگری نیز دارند. به‌عنوان مثال، برخی باکتری‌های روده در بدن ویتامین کا می‌سازند. با وجود این اعمال مفید، باکتری‌های فلور طبیعی می‌توانند در بیمارانی که ضعف دستگاه ایمنی دارند حالت تهاجمی پیدا کرده و از محل اصلی و محدودهٔ خود گسترش بیشتری پیدا کنند.

### فلور نرمال برخی نواحی

#### پوست
گونه‌های اصلی آن استافیلوکوک‌ها (مانند اپیدرمیدیس و اورئوس) هستند. استرپتوکوک‌ها و گونه‌های بی‌هوازی مانند پروپیونی باکتریوم آکنِس نیز دیده می‌شوند.

#### دستگاه تنفسی
طیف وسیعی از میکروب‌ها (اغلب هوازی) در دستگاه تنفسی، دهان، بینی و حلق ایجاد کلونی می‌نمایند. معمولاً قسمت‌های تحتانی دستگاه تنفس و کیسه‌های هوایی باکتری ندارد. استافیلوکوک‌ها و استرپتوکوک‌ها (مانند استرپتوکوک ویریدنس و استرپتوکوک موتان) در بخش‌های ابتدایی دستگاه تنفسی و دهان مشاهده می‌شوند. گاه گونه‌های هموفیلوس نیز موجودند.

#### دستگاه گوارش
به‌طور معمول در معده به دلیل اسیدی بودن محیط، تعداد بسیار کمی باکتری وجود دارد. در رودهٔ کوچک نیز باکتری‌ها کم است (در نواحی انتهایی ایلئوم تعدادی یافت می‌شود). کولون محل اصلی باکتری‌ها در بدن است؛ به‌طوری که ۲۰٪ مدفوع انسان حاوی باکتری‌ها است. باکتری‌های گرم منفی مانند اشریشیا کلای، پروتئوس‌ها، سودوموناس‌ها و باکتری‌های بی‌هوازی مانند باکتروئیدس‌ها (نظیر باکتروئیدس فراژیلیس)، کلوستریدیوم‌ها، فوزوباکتریوم‌ها و انترکوک‌ها (نظیر انتروکوک فکالیس) از این جمله‌اند.

#### دستگاه تناسلی-ادراری
فلور واژن در خانم‌های بالغ حاوی باکتری تخمیرکننده‌ای از لاکتوباسیلوس‌ها است و با تولید اسید، محیط واژن را اسیدی نگه می‌دارد و از رشد باکتری‌های عفونت‌زا جلوگیری می‌کند.